# Алі Мусаві
Саєд Алі Мусаві (перс. سید علی موسوی; нар. 22 квітня 1976, Хорремшехр, Іран) — іранський футболіст арабського походження, нападник.

## Клубна кар'єра
Народився в місті Хорремшехр. Вихованець клубів «Гома» та ПАС. Дорослу футбольну кар'єру розпочав 1996 року у футболці ПАСу. У 1998 році прийняв запрошення «Естеґлала».
У 1999 році виїхав до Німеччини, де підписав контракт з представником Другої Бундесліги «Фортуна» (Кельн). Наступного року підписав контракт з ліверкузенським «Баєром», проте грав виключно за другу команду клубу.
У 2000 році повернувся до Ірану, де підписав контракт з «Естеґлалем». З 2003 по 2007 рік захищав кольори іранських клубів «Фулад», «Барг» (Тегеран), «Гома» та «Абумослем». Футбольну кар'єру завершив 2009 року в тегеранському «Арміні».

## Кар'єра в збірній
На кубку Азії АФК 1996 року у футболув національної збірної Ірану завоював бронзові нагороди турніру. Переможець Азійських ігор 1998 року. У півфінальному матчі проти Китаю відзначився голом, завдяки чому іранці вийшли до фіналу. У вирішальному матчі «команда Меллі» обіграла Кувейт (2:1). Під час перебування на тренерському містку Мансура Пурхейдарі до лав національної команди не залучався.

## Досягнення
- Бронзовий призер Кубка Азії: 1996
- Переможець Азійських ігор: 1998

«Естеґлал»
- Про-ліга Ірану
  -  Чемпіон (1): 2000/01

- Кубок Ірану
  -  Володар (1): 2001/02